# Република Кина
Република Кина (кин: 中華民國; пин: Zhōnghuá Mínguó), колоквијално позната као Тајван (кин: 臺灣; пин: Taiwan), а понекад и као Кинески Тајпеј, дефакто је независна држава у источној Азији коју као такву признаје 11 од 193 државе чланице Уједињених нација. Народна Република Кина себе сматра наследницом Републике Кине, а територију коју контролише влада са Тајвана сматра својом покрајином.

## Географија
Република Кина се од 1949. простире на територији од 36.179 km2. Њен главни део чини острво Тајван са површином од 35.801 km2. Највећа дужина острва је 394 km, док је највећа ширина 144 km. Ово пацифичко острво на западу од континенталне Кине раздваја Тајвански пролаз. На југу Лузонски пролаз одваја Тајван од Филипина. На североистоку је јапански архипелаг Рјукју. Источнокинеско море запљускује северне обале Тајвана и одваја га од Јапана и Јужне Кореје.
Поред Тајвана, Републици Кини припадају Пескадори, острва Матсу и острво Квемој у Тајванском пролазу. Тајван погађају сличне елементарне непогоде карактеристичне за Јапан: земљотреси и тајфуни. Због тога се у градњи зграда и инфраструктуре примењују посебни стандарди.

### Положај
Површина државе износи 36.193 km2. Острво Тајван лежи у сложеном тектонском подручју између Јангце плоче на западу и северу, Окинавске плоче на североистоку и Филипинског покретног појаса на истоку и југу. Горњи део коре на острву првенствено се састоји од низа терана, углавном старих острвских лукова који су наметнути заједно колизијом претеча Евроазијске плоче и Филипинске морске плоче. Оне су додатно подигнуте као резултат одвајања дела Евроазијске плоче пошто је потопљена испод остатака Филипинске морске плоче, процеса који је кору под Тајваном учинио живахнијом.
Исток и југ Тајвана су сложен систем појасева формираних, и део зоне, активног судара између дела Северног Лузонског корита Лузонског вулканског лука и Јужне Кине, где се формирају нагомилани делови Лузонског лука и Лузонског предњег лука који формирају источни обални ланац и паралелну унутрашњу уздужну долину Тајвана
Главни сеизмички раседи на Тајвану одговарају различитим зонама шавова између различитих терена. Они су изазвали велике потресе током историје острва. Дана 21. септембра 1999. у земљотресу јачине 7,3 степена познатом као „земљотрес од 921” погинуло је више од 2.400 људи. Мапа сеизмичког хазарда за Тајван коју је израдила УСГС показује 9/10 острва са највишом оценом (најопасније).

## Становништво
Становништво Републике Кине (на територији коју контролише) је јула 2006. бројало 23.036.087. По густини становништва од 640 становника по километру квадратном Република Кина је дванаеста у свету. Хан Кинези чине 98% становништва, док су преостали становници домороци Аустронежани.

### Религије
На Тајвану се 18.718.600 људи изјашњавају као верници (податак из 2005). Највеће религијске заједнице су: будисти (8.086.000 или 35,1%), таоисти (7.600.000 или 33%), икуан тао (810.000 или 3,5%), протестанти (605.000 или 2,6%) и римокатолици (298.000 или 1,3%).

### Језик
Званични државни језик је мандарински језик, иако већина становништва говори тајвански дијалекат (варијанта говора провинције Фуђиен, односно хокиен дијалект), а многи говоре и хака кинески. Домородачки језици (Језици Формозе) су на путу изумирања, јер их власти не подржавају. Тајванци користе традиционални кинески систем писања.

## Историја
Република Кина је настала 1912. Обухватала је Кину и Монголију. У току Другог светског рата велики део Кине окупирао је Јапан. После јапанског пораза у Кини је избио грађански рат у коме је Република Кина изгубила суверенитет над континенталном Кином у корист новоосноване НР Кине. Од тада, Република Кина има суверенитет над острвом Тајван и над неколико околних острва. Од краја деведесетих година 20. века, Република Кина се често спомиње под називом Тајван, док се од краја 1970-их назив Кина употребљавао за Народну Републику Кину. Због политичких притисака НР Кине, за Републику Кину се у међународним организацијама понекад користи назив Кинески Тајпеј.
Република Кина је била један од оснивача Уједињених нација и једна од 5 сталних чланица Савета безбедности, док то место није 1971. заузела НР Кина одлуком Генералне скупштине УН.
Република Кина и даље сматра да је једина легитимна влада целе Кине, иако у стварности не покушава да оствари своје тврдње о суверенитету.

## Политика
Органи власти Републике Кине делују на основама Устава Републике Кине и њена „Три народна принципа“: „Република Кина је демократска народна република, којом влада народ и за народ“. Власт је подељена на пет административних делова (јуана): испитни (кадровски), контролни (надзорни), извршни, судски и законодавни јуан. Главне политичке снаге у Републици Кини су Плава коалиција и Зелена коалиција.
На челу државе је председник Републике Кине, који се бира на четворогодишњи мандат на демократским изборима, када се са њим бира и потпредседник. Председник поставља чланове извршног јуана, председника владе и кабинет министара. Председник Републике нема право вета у питањима које изгласа законодавни јуан.

### Међународно признање
Следећих 11 држава чланица Уједињених нација има дипломатске односе са Републиком Кином:
| - Белизе (1989) - Гватемала (1960) - Есватини (1968) - Маршалска Острва (1998) - Палау (1999) | - Парагвај (1957) - Света Луција (1984—1997, 2007) - Сент Винсент и Гренадини (1981) - Сент Китс и Невис (1983) - Тувалу (1979) - Хаити (1956) |

Република Македонија је 1999. године признала Републику Кину (Тајван), али је одласком са власти Васила Тупурковског председник Трајковски у 2000. години повукао признање.